# V rytmu swingu buší srdce mé

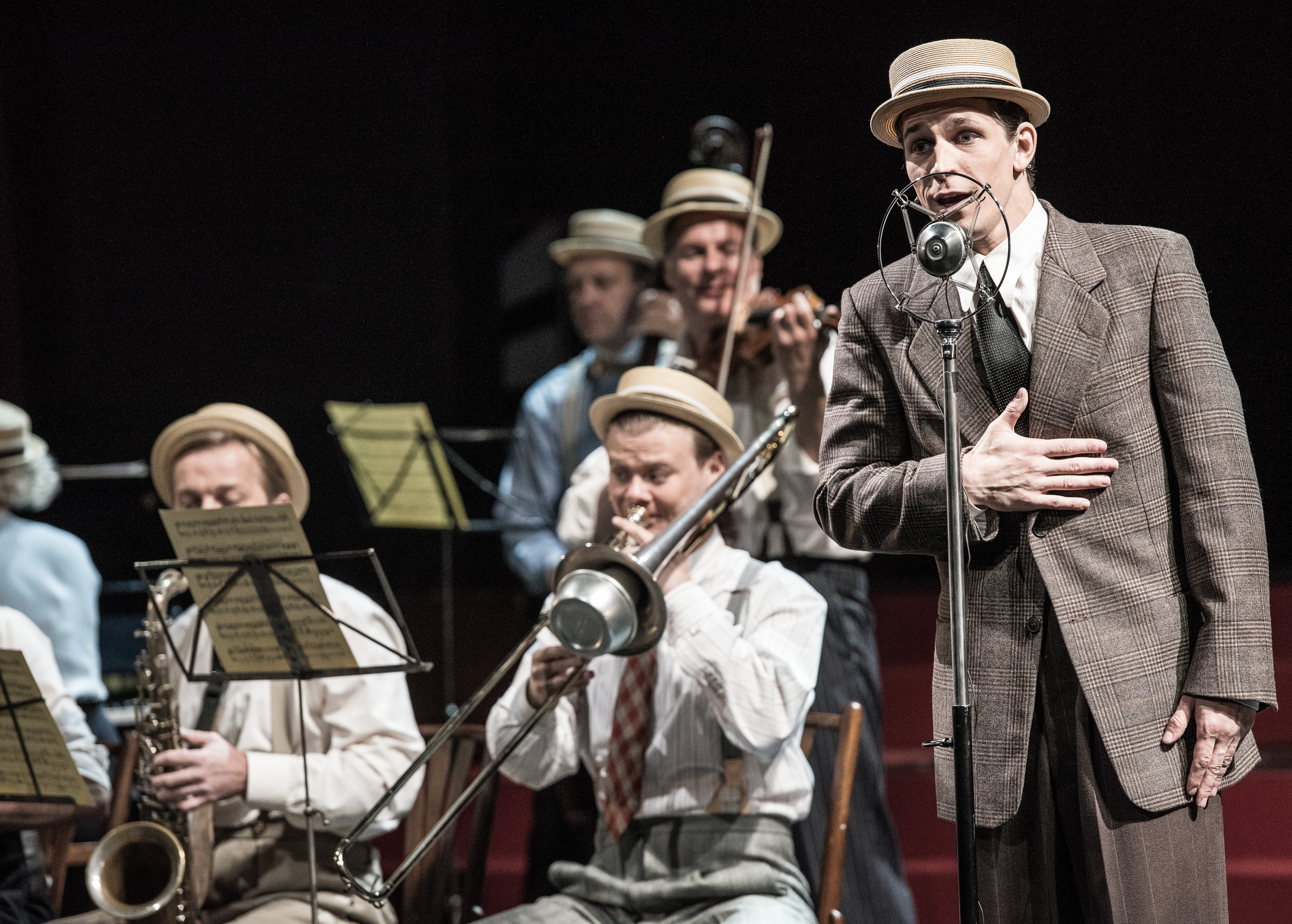
Igor Orozovič (u mikrofonu) v roli Jiřího Traxlera

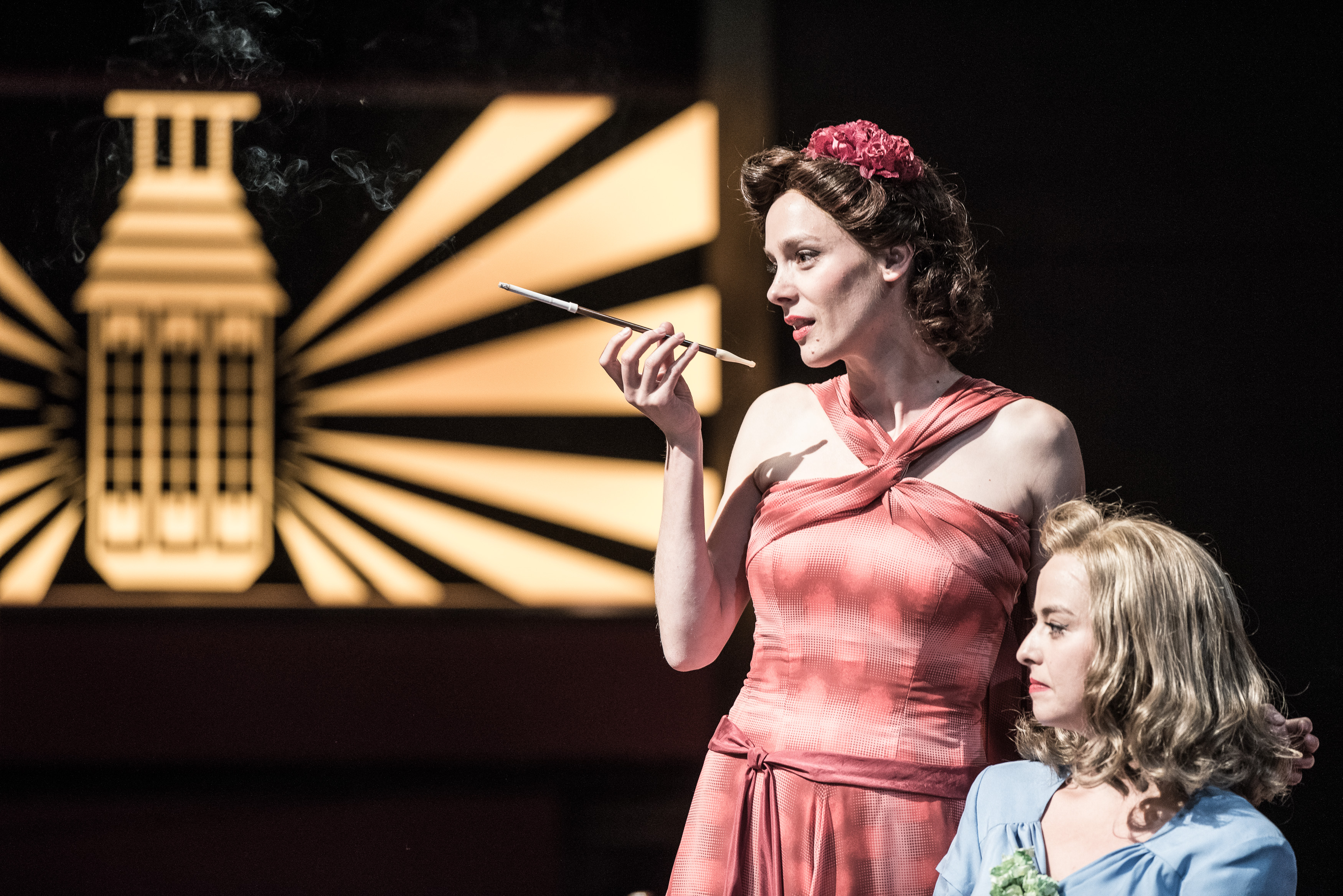
Jana Pidrmanová (stojící) v roli Zdenky a Pavla Beretová v roli Zuzany Tylové

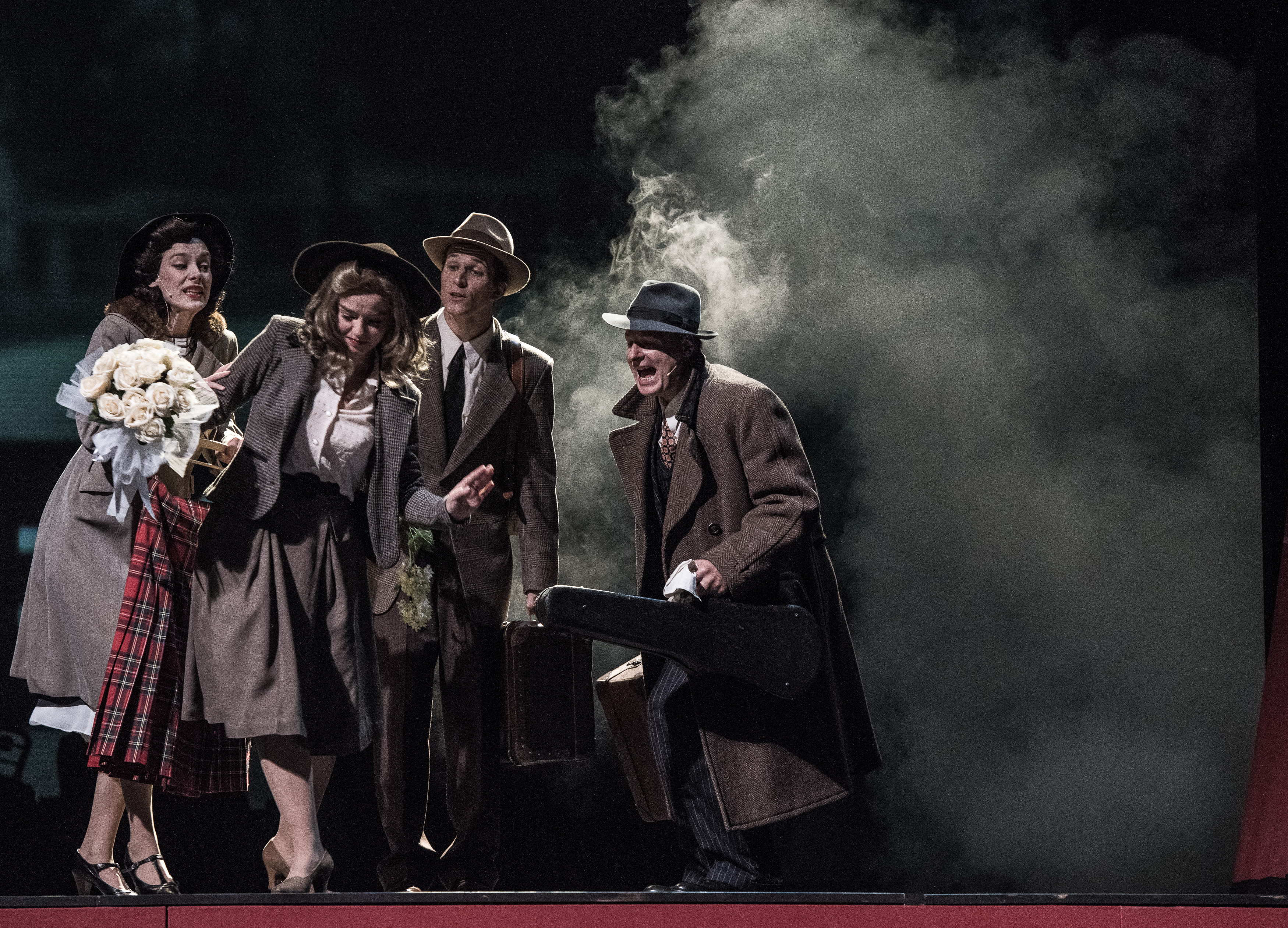
Zleva: Jana Pidrmanová („Zdenka“), Pavla Beretová („Zuzana Tylová“), Igor Orozovič („Jiří Traxler“) a Martin Zbrožek j. h. („Karel Slavík“).

V rytmu swingu buší srdce mé je název divadelní hry – činoherní hudební revue autorů Martina Vačkáře a Ondřeje Havelky napsané pro Národní divadlo na motivy života a díla Jiřího Traxlera, která byla uváděna v historické budově Národního divadla v letech 2015–2019.
Autoři vycházeli z pamětí Jiřího Traxlera Já nic, já muzikant, vydaných v roce 1980 v exilovém nakladatelství '68 Publishers v Kanadě a z jeho knihy Já nic, já muzikant na penzi, vydané v roce 2008. Traxler v nich zobrazil střetnutí svobodného ducha jazzu-swingu se dvěma totalitními režimy a podal svědectví o nerovném souboji lidské svobodomyslnosti vyjádřené hudbou s tendencí spoutat člověka a ovládnout jeho mysl i činy. Divadelní hra není důsledným životopisem J. Traxlera, ale některé epizody a postavy z jeho knih se staly inspirací pro její děj, odehrávající se převážně v Praze a v Plzni v období let 1939–1949. 

## Tvůrci
- Režie: Ondřej Havelka
- Scéna: Martin Černý
- Kostýmy: Kateřina Štefková
- Choreografie: Jana Hanušová, Janek Kabelka
- Dramaturgie: Marta Ljubková, Martin Urban
- Aranžmá a hudební nastudování: Jakub Šafr
- Hudební dramaturgie: Ondřej Havelka
- Hudba: Jiří Traxler, Alfons Jindra, Jan Šíma, Jaroslav Ježek a další

## Uvedení
- Předpremiéry: 25. června a 26. června 2015 (Národní divadlo) [2]
- Světová premiéra: 10. září 2015 (Národní divadlo) [3]
- Počet repríz: 80
- Derniéra: 27. ledna 2019 (Národní divadlo) [4]

## Postavy
| Igor Orozovič                     | Jiří Traxler                 |
| Pavla Beretová                    | Zuzana Tylová                |
| Jan Bidlas                        | Jindra Feix                  |
| Filip Kaňkovský                   | R. A. Dvorský, a mnohé jiné  |
| Pavel Batěk (alternace)           | R. A. Dvorský, a mnohé jiné  |
| Jana Pidrmanová                   | Zdenka a mnohé jiné          |
| Rozálie Havelková j.h (alternace) | Zdenka a mnohé jiné          |
| Magdaléna Borová                  | Karla Treml, a mnohé jiné    |
| David Matásek                     | Kapitán Melzer, a mnohé jiné |
| Karel Dobrý                       | Major Traxler, a mnohé jiné  |
| Filip Rajmont (alternace)         | Major Traxler, a mnohé jiné  |
| Pavel Batěk (alternace)           | Major Traxler, a mnohé jiné  |
| Martina Preissová                 | Táňa, a mnohé jiné           |
| Martin Zbrožek j.h.               | Karel Slavík                 |
| Filip Rajmont                     | Bartl, a mnohé jiné          |
| Jiří Suchý z Tábora (alternace)   | Bartl, a mnohé jiné          |
| Rozálie Havelková j.h.            | Zpěvačka                     |
| Veronika Lazorčáková (alternace)  | Zpěvačka                     |
| Melody Makers Ondřeje Havelky     | Orchestr Jiřího Traxlera     |

## Děj
Hra začíná představením malé kapely (jazz-bandu The Red as Players), kterou Jiří Traxler založil v roce 1928 a která se časem zdokonalila a vypracovala (po rozevření opony je nahrazena kapelou Jiřího Traxlera v podání Melody Makers Ondřeje Havelky).
S kapelou zazpívá také host z Plzně, slečna Zuzanka. Později se v sále objeví Němec Bartl a začne vyhánět jednoho z hostů, který je židovského původu. Oznámí, že za chvíli německá vojska přestoupí hranice, je 15. březen 1939. Jiří Traxler s Jindrou Feixem i Zuzanou se rozhodnou, že za takových okolností hrát nebudou.
Jiří učí Zuzanu správnou anglickou výslovnost, ale Jindra je upozorní, že už se bude muset zpívat německy a žádné židovské skladby, protože v pěti podnicích ve městě ho již odmítli. Jiří vymýšlí, jak celý repertoár předělat do češtiny a němčiny. Jindra říká Zuzaně, že si založí svoji agenturu „Heinrich Feix: die Welt Muziker Agentur“, a bude mířit vysoko – do Berlína a pak do Paříže...
V Lucerna baru hraje R. A. Dvorský se svými Melody Boys. Jiří mu představí Zuzanu a nechá ji zpívat. Zuzana improvizuje a vymýšlí německý text (Bei mir bist du schein), přítomní Němci jsou nadšeni. Němec důstojník kpt. Melzer pozval Zuzanu na večeři. Jindra souhlasí. Melzer začne při čekání na taxi na ulici Zuzanu líbat. Ta se brání, přiběhne Jiří a když Němec vytáhne zbraň, tak mu ji vytrhne a praští jej s ní do hlavy. Ten zůstane nehybně ležet. To se již objeví Jindra a další německý důstojník. Melzer řekne, že jej napadl ten pianista (Jiří).
Následujících několik týdnů Jiří neví, co s ním bude, zda jej někdo viděl a zda si pro něj nepřijdou. Mezitím se přestěhuje do apartmá v Hotelu Šroubek na Václavském náměstí, které mu nabídl syn majitele hotelu, který chce naučit skládat písničky. Jiří zde má i klavír Steinway a přijímá zde návštěvy (německá zpěvačka Karla Treml chce pomoci s nahráváním pro Ultraphon, aj.). Zde jej později navštíví německý důstojník major Jürgen Traxler, aby si ověřil, zda je s Jiřím Traxlerem příbuzný. Sdělí mu, že složku, kterou na Jiřího Traxlera založil kapitán Melzer od SS odložil, a že Melzer byl poslán na ruskou frontu. Ale chce, aby Jiří Traxler se Zuzanou zahráli na oslavě jeho čtyřicátých narozenin 31. července 1944 v Lucernabaru. Také chce Jiřího získat pro své varieté v Berlíně, jako skladatele a aranžéra, a řekne mu, že tím se Jiří vyhne pracovnímu táboru. Jinak by také mohl být poslán do Teresienstadt.
Major Traxler si zavolá do kanceláře Jindru a chce po něm, aby mu pomohl zmapovat činnost pražských hudebníků a každé úterý mu referoval. Ten se zprvu brání, ale vidí, že to je rozkaz, ne žádost.
Po akci na oslavu 40. narozenin majora Traxlera, před cestou do Berlína, se Jiří loučí s hudebníky a se Zuzanou, obejmou se. Když se Zuzana vrátí do baru, dozví se od majora, že Berlín je bombardován a jeho varieté také zasáhli. Zuzana chce, aby Jiří nemusel odjet. Major nařídí Jindrovi to Jiřímu sdělit. Ten však úmyslně Jiřího nezadrží. Zuzana mu dá facku a běží za Jiřím, ten ještě neodjel. Jindra s Jiřím se střetnou v pěstním souboji.
Jiří je úspěšný pianista, skladatel a aranžér a vede jazzový soubor, spolupracuje s R. A. Dvorským, který mu vydává již páté album. Zuzana zmizela, asi se vrátila do Plzně, kde se stará o nemocnou matku. Otce totálně nasadili ve Škodovce a bratr je na práci v Říši. S Jindrou již nechce nikdo spolupracovat, udá Slavíka majorovi, ale ten udání nepřijme, protože Slavík je nejlepší swingař v Praze.
Jednoho dne se Zuzanka objeví u Jiřího že jde zkoušet, protože dostala dopis od Jürgena Traxlera, který chce, aby zahráli v Lucernabaru na Silvestra. Venku ji pak potká Jindra, ona mu řekne, že je mezi nimi již konec.
Na Silvestra se Jiří Traxler a Zuzana účastní večera v Lucernabaru. Když Němci odejdou, začne jam session. Tu se však vrátí major Traxler. Nakonec se přidá k českým hudebníkům, sám zahraje na tenor saxofon a zazpívá si s nimi i anglicky. Když přijde na kontrolu německá hlídka, Zuzana mu navrhne, ať dělá opilého a leží na stole a spolu s dalšími Čechy německou hlídku v klidu vyprovodí. Na dotaz, jak se jí major Traxler odvděčí řekne, že její otec Bartoloměj pracuje těžce ve Škodovce a bratr Adolf je nasazen v Hamburku.
Za pár dní se bratr vrátí a otce přeřadí na lehčí práci. Zuzana jde poděkovat majoru Traxlerovi do jeho kanceláře v rozhlase. Ten je rád, že aspoň někomu pomohl. Major pálí dokumenty a říká, že Američani jsou již v Čechách. Vrátí Zuzaně pro Jiřího jeho dříve zabavené aranže a dá ji také složku Jindry (Heinricha) Feixe, agenta Gestapa č. 8443. Pak Němci přijdou majora Traxlera zatknout, ten je při přestřelce zabit.
Jiří se sejde opět se Zuzanou, ta mu řekne o agentu Jindrovi. Jsou rádi, že jsou konečně zase spolu. Plzeň je osvobozena americkou armádou. V ulicích se tančí a zpívá a znovu je možno hrát jazz a swing. Zuzana řekne Jirkovi, že jej miluje.
Jiří jede se Zuzanou do Tater lyžovat, jsou tam s nimi i Slavík a Zdena. Zde se z rozhlasu dozví o vítězství komunistů v únoru 1948.
R. A. Dvorský (nyní generální manager pražské pobočky Mills Publisher’s Europe) je ve své kanceláři navštíven Jindřichem Feixem. Ten přebírá z pověření lidu jeho firmu. Zrovna přijde za Dvorským Zuzana. Řekne Jindrovi, že ví, že byl agentem Gestapa.
Jiří ještě může chvíli vystupovat s orchestrem Karla Vlacha, ale pak mu zakážou činnost, když napíše Rudé právo, že je reakcionář a přívrženec kapitalismu. V zemi se hrají budovatelské písně a hudba. Jiří Traxler se rozhodne emigrovat, ale Zuzana nechce odejít, protože otci a bratrovi nyní hrozí trest za údajnou protistátní činnost.
Traxler je pozván na StB, ptají se ho, pro koho pracuje a proč chce utéct. Říká, že nechce, že bude mít svatbu. Na hranice jdou Jiří, Zdenka se Slavíkem i Zuzana, která se však z hranice vrátí, kvůli bratrovi a otci. Řekne převaděčce Táně, že jinak by Jiřího na hranici nedostala.
Jindra Feix je nyní majorem Státní bezpečnosti. Dostane zprávu, že nějaký taxikář měl vézt čtyři lidi ze svatby od kostela Šimona a Judy do Vimperka na hranice. Vydá se tam, na pohraniční stanici vezme pohraničníkům samopal a běží na hraniční čáru. Přestože jej pohraničníci varují, vstoupí na území Západního Německa. Na výzvu německých pohraničníků hlásí, že je z Gestapa Praha. Při přestřelce je zastřelen.
Jiří Traxler po dvou letech v utečeneckém táboře a čekání na Zuzanu dostane lodní lístek a chystá se odjet do Kanady. V závěrečné scéně se v přístavu náhle objeví Zuzana, padnou si do náruče.
Jiří se otočí do hlediště a vysvětlí, že takto by to bylo jistě krásné...(bylo nebylo).

## Citát
| „                | Vůle k pravdě, úcta ke svobodě, pokora k řádu (a odmítnutí neřádu) – o tom je můj jazz. O tom je má pocta Jiřímu Traxlerovi zvaná V rytmu swingu buší srdce mé. | “ |
| — Ondřej Havelka | |   |

## Hudba použitá v inscenaci (výběr)
- Bláznivý den (J. Traxler, K. Kozel, arr. J. Šafr)
- Bloudění v rytmu (J. Traxler, K. Kozel, arr. J. Šafr)
- Potkal jsem svůj sen (J. Traxler, arr. J. Šafr)
- Když do diskrétních cukrárny stěn (F. Raymond, E. Brožík, arr. J. Šafr)
- Peter, Peter (J. Traxler, K. Kozel, arr. J. Šafr)
- Jedu nocí (J. Traxler, K. Kozel, arr. J. Šafr)
- Boogie Woogie (J. Traxler, arr. J. Šafr)
- Bílé mraky (J. Traxler, arr. J. Šafr)
- Opona padá (J. Traxler, arr. J. Šafr)
- Je na západ cesta dlouhá (L. Korbař, J. Moravec, arr. J. Šafr)
- Život je jen náhoda (J. Ježek, J. Voskovec, J. Werich, arr. J. Šafr)
- Šeříky až bíle začnou kvést (F. Doelle, E. Brožík, arr. J. Šafr)
- Jsem dívka k rytmu zrozená( A. Jindra, J. Moravec, arr. J. Šafr)
- Hm, hm, ach ty jsi úžasná (L. Korbař, J. Moravec, arr. J. Šafr)
- Swing high (T. Dorsey, arr. J. Bartoš)

a další.

## Zajímavosti
- V inscenaci byl angažován také živý orchestr – Orchestr Melody Makers Ondřeje Havelky. [6].

- V prologu hry se Igor Orozovič, sedící u klavíru, představoval jako Jiří Traxler s tím, že by mu letos (premiéra v roce 2015) bylo 103 let, kdyby neodešel do jazzového nebe v 99 letech. Tato informace byla v průběhu let 2016–2019 v reprízách hry aktualizována vždy podle skutečného věku, kterého by byl Jiří Traxler v daném roce dosáhl.

- Všechna představení se konala v historické budově Národního divadla, s výjimkou tří hostování mimo Prahu (12. 9. 2016 Divadlo J. K. Tyla v Plzni, 3. 4. 2017 Janáčkovo divadlo Brno a 13. 6. 2018 Městské divadlo Brno) [7]